# Hidrologija Triglavskega narodnega parka
Hidrologija Triglavskega narodnega parka opisuje vodovje (jezera, reke, potoke, pritoke) v Triglavskem narodnem parku.
V Triglavskem narodnem parku sta dve večji povirji:
- reke Soče, ki izteka v Jadransko morje
- reke Save, ki izteka proti Črnemu morju

Na pretežno razgibanem terenu gorskega krasa so omembe vredni tudi številni stalni slapovi. V posoškem delu parka so slapovi številčnejši.

## Porečja Soče in Save
Večino ozemlja gradijo vodoprepustne kamenine z razpoklinsko in kraško poroznostjo, ki omogočajo veliko infiltracijo in znaten podzemni tok, katerega smer marsikje še ni povsem znana. Porečje Soče, ki odvaja vodo v Jadransko morje, obsega 42 % (351 km²), porečje Save, ki odvaja vodo v Črno morje, pa 58 % (487 km²) površja parka. Skupna dolžina vodotokov v soškem delu je 305 km, v savskem pa 293 km, kar pomeni večjo gostoto rečne mreže v soškem delu.

### Porečje Soče
Med Mangartom (tudi Mangrt) (2679 m) in Jalovcem (2645 m) izvira Koritnica. Njeni pritoki imajo izredno razgibano strugo s številnimi slapovi. Predilnica  je desni pritok Koritnice. Njen najvišji slap je dobrih 50 m visok Predelski slap. Po višini sta omembe vredna tudi slap Zaročenca (30 m) ter Poševni slap (20 m). 
Fratarica je levi pritok Koritnice. Izvira pod Oblico (2246 m). Potok naredi na svoji kratki poti kar 1000 m višinske razlike. Najvišji slap je iz treh stopenj sestavljen Veliki Drsnik (112 m). Eden najslikovitejših slapov v dolini Loške Koritnice je lahko dostopen slap Skok (Parabola; 48 m).
V spodnjem toku dobi Koritnica precej močan desni pritok - potok Možnica (staro ime Nemčlja). Zanimiva so korita ter 18 m visok Veliki Možniški slap, ki pada pod naravnim mostom. 
Reka Koritnica si utira pot skozi 1 km dolg kanjon med Rombonom (2208 m) in Vrhom Krnice (2234 m). Znana so njena približno 60 m globoka in 200 m dolga korita. Najlepše so vidna z mosta pri trdnjavi Kluže.
Leta 1981 je bila v Triglavski narodni park vključena tudi izredno slikovita dolina Trenta. V spodnjem delu, pri naselju Soča se staplja s krajem Vrsnik, pri naselju (Trenta) Na Logu se proti vzhodu stika z dolino Zadnjica, proti severu pa preide v dolino Zapoden. Skozi dolino Zapoden teče Suhi potok. V zgornjem toku je uradno najvišji stalni slap Triglavskega narodnega parka: Slap pod planino Zapotok (121 m). Pri sotočju s Sočo prispeva Suhi potok večino vode. 
Nedaleč nad sotočjem, na višini 1050 m, izvira v enem najlepših kraških izvirov reka Soča. Kraški izvir je priljubljena turistična točka. 
Kot zanimivost: staro ime za Sočo v zgornjem toku med izvirom in naseljem (Trenta) Na Logu je bilo Šnita.
V tem delu dobi reka tudi manjše pritoke. Po svojih globokih koritih je znan levi pritok Mlinarica. Dostop do spodnjega 8 m visokega slapa in do 'vhoda' v korita je turistično urejen. 
V bližini je Botanični vrt Alpinum Juliana, v katerem je zbranih preko 1000 primerkov rastlin iz alpskega sveta, pretežno iz Julijskih Alp. Nad njim se dviga Rdeči graben, po katerem se spušča skoraj 200 m visoko slapišče.
Središče Trente je naselje (Trenta) Na Logu. Nad njim se dviga strma soteska Kloma, po kateri teče hudourniški potok. Strmino premaguje v 200 m visokem slapišču. Ob močnem pretoku bi ga lahko šteli za 200 m visok večstopenjski slap. 
Vzhodno od naselja (Trente) Na Logu priteka v Sočo njen levi pritok Krajcarica. Teče po dolini Zadnjica. Tu je omembe vreden Beli potok s svojim 15 m visokim spodnjim slapom. 
V spodnjem delu Trente teče Soča v Malih koritih, pod katerimi z leve strani priteka potok Vrsnik. Kraj, po katerem teče potok, se prav tako imenuje Vrsnik. Potok Vrsnik je na svoji poti vrezal zanimiva, približno 150 m dolga in do 15 m globoka korita. Zanimivi so tudi slapovi pod koriti. V deževnem obdobju dobi Vrsnik z leve strani hudourniški pritok. Ustvarja izredno slikovit, več kot 100 m visok nestalen slap. Po globljih koritih kot Vrsnik teče njegov desni pritok Suhi potok.
Priljubljeno izhodišče do Krnskega jezera in naprej na Krn (2244 m) je iz doline Lepene. Potok Lepenca izvira v 'bazenu' velikosti 1×1 m na višini 1100 m, pod Debeljakom (1869 m). To področje bilo leta 1998 po potresu izredno prizadeto, tako da je bilo zasuto slapišče ter korita pod njim. Nasuti material je voda hitro odnesla naprej v dolino.
Levi pritok Lepence je potok Šumnik (Šumik). Ima izredno močen stalen pretok. V številnih slapovih se spušča mimo nenavadnih plastnic kamnine. Povirji reke Tolminke in Zadlaščice, ki sta znani po svojih globokih koritih, skrivata kar nekaj 'neznanih' potokov. 
Desna pritoka Tolminke, Levi in zlasti Desni Pščak ustvarjata izredno slikovite slapove. V divji grapi desnega pritoka Zadlaščice - Jelovščku, pa se skriva svojevrsten 20 m visok 'spiralasti slap'.

### Porečje Save
Izpod Črnega jezera izvira 500 m nižje, v 78 m visokem slapu Savice, reka Savica. Nadaljuje svojo pot v jezero ledeniškega nastanka - Bohinjsko jezero ter iz njega naprej kot reka Jezernica. Po 90 m toka se zlije z Mostnico in teče naprej proti sotočju s Savo Dolinko. 
Severno od Bohinjskega jezera je slikovita dolina Voje, po kateri teče Mostnica. Bolj kot po slapovih je znana po koritih, dostop do katerih je tudi turistično urejen. 
S poti na planino Blato je ob deževnih dneh lepo viden širok, kakih 105 m visok slap Suhe, desnega pritoka Mostnice. Pred sotočjem z Jezernico dobi Mostnica z leve strani pritok Ribnico. 
Po sotočju Jezernice in Mostnice teče naprej reka Sava Bohinjka. Navidez pohleven potoček si nad spodnjima slapovoma Ribnice utira svojo pot skozi globok vintgar. Skozi bolj znan vintgar si utira svojo pot reka Radovna. Pot skozi blejski Vintgar  je priljubljena turistična točka. Na koncu Vintgarja pada Radovna v sicer ne visokem, vendar veličastnem 13 m visokem slapu Šum.
V Tamarju izvira pod stenami Ponc potok Nadiža. V atraktivnem slapišču drvi proti dolini, ponikne ter se v Zelencih  pojavi kot izvir Save Dolinke. V Tamar priteka kar nekaj potokov, ki pa kmalu poniknejo pod prod. Najbolj atraktiven je Črna voda, ki pada v 70 m visokem slapu.
Dolina, vzporedna Tamarju, je dolina Male Pišnice. Njen zatrep je kot nekakšen amfiteater, okoli katerega izvirajo številni manjši potočki. Potok Mala Pišnica kmalu po izviru pade v 30 m visokem slapu ter v številnih manjših slapovih nadaljuje pot skozi dolino.
Pod vršiško cesto teče Suha Pišnica. S ceste lahko pod Prisojnikom (2547 m) opazimo 40 metrski slap v Hudičevem žlebu.
Pod gorsko verigo Martuljkove skupine - Špik (2472 m) izvira potok Martuljek. V zgornjem toku pada v preko 100 m visokem 4-stopenjskem slapu. Dostop do spodnjega skoraj 30 m visokega slapa je turistično urejen. Dostopu daje čar tudi sama pot skozi ozek vintgar. 
Beli potok je znan po številnih slapovih, ki tečejo po strmih žlebovih. Imenujejo se tudi skakalci, čeprav so največji visoki tudi do 35 m. 
Kot nekakšen stražar doline Vrat, priljubljenega izhodišča za pohod na Triglav, je 52 m visok slap Peričnik. Vzporedno z dolino Vrat je dolina Kot. V zatrepu doline izvira potok Kotarica. Že v začetku teče v številnih skakalcih ter zanimivih Slapovih v Kotu. Kotarica kmalu po slapovih ponikne pod prod ter pod tlemi nadaljuje pot proti reki Radovni.

## Jezera
Največje jezero Triglavskega narodnega parka je Bohinjsko jezero, ki je tektonsko-ledeniškega nastanka. Znana so manjša Triglavska jezera. Eno izmed njih je tudi Črno jezero, od koder ponika voda proti slapu Savice. Visoko v gorah so tudi Kriška in Krnsko jezero.